# Taça Intercontinental de Hóquei em Patins de 2013
A Taça Intercontinental de Hóquei em Patins de 2013 foi a 13ª edição da Taça Intercontinental de Hóquei em Patins organizada pela FIRS, disputada entre os vencedores da Liga Europeia de Hóquei em Patins 2012/13, SL Benfica, e do Campeonato Sul-Americano de Clubes de Hóquei em Patins de 2012, Sport Club do Recife.

## Jogo
| 16 de Novembro de 2013 | SL Benfica | 10-3 | SC Recife                                                                                     | Palácio dos Desportos, Torres Novas                  |
| 17:00 (GMT)            | 1-0 Valter Neves 3' 1ªP 2-0 Diogo Rafael rec/GP 23' 1ªP 3-0 Diogo Rafael 24' 1ªP 4-0 Carlos López 5' 2ªP 5-0 Marc Coy 10' 2ªP 6-2 Carlos López LD 10ªF 20' 2ªP 7-3 João Rodrigues 20' 2ªP 8-3 Valter Neves 23' 2ªP 9-3 Miguel Rocha 23' 2ªP 10-3 Diogo Neves 24' 2ªP |      | 5-1 Felipe Castro LD 10ªF 15' 2ªP 5-2 Fabricio Marimont 16' 2ªP 6-3 Fabricio Marimont 20' 2ªP | Público: 1 800 Árbitro: Teresa Martinez e Luís Delfa |

| Vencedores Taça Intercontinental 2013 |
| Portugal                              |
| SL BENFICA 1º Título                  |